# Engelskirchen
Engelskirchen è un comune di 19 293 abitanti della Renania Settentrionale-Vestfalia, in Germania.
Appartiene al circondario di Oberberg (targa GM).